# Факултет за стране језике Алфа БК универзитета
Факултет за стране језике један је од приватних високошколских установа Алфа БК универзитета у Београду и први приватни факултет за филологију у Србији. Налази се у улици Палмира Тољатија 3.

## Историјат
Факултет за стране језике је основан 24. новембра 2005. у оквиру Алфа БК универзитета са циљем да омогући студентима да стекну знања и вештине за обављање послова у домену образовања, преводилаштва, културе, издаваштва, односа са јавношћу, међународне сарадње и свим областима које захтевају професионални профил стручњака за енглески језик, књижевност и културу. Организују ваннаставне активности, креативне радионице, преводилачке секције и гостујућа предавања. Од 2009. године издају часопис за језик, књижевност и културу „Речи” категоризован од стране Министарства просвете, науке и технолошког развоја Републике Србије као научни часопис. Године 2012. су објавили девет публикација, а 2014. су основали библиотеку „Нови видици”. Традиционално организују међународну конференцију „Језик, књижевност и емоције”. На основним студијама садрже смер Англистика, а на мастер студијама Англистика – Лингвистика и Англистика – Књижевност.